# Le avventure di Lupin III: Il tesoro del Re Stregone
Le avventure di Lupin III: Il tesoro del Re Stregone (ルパン三世 魔術王の遺産?, Rupan Sansei - Majutsu-ō no isan, lett. "Lupin III - L'eredità del Re Stregone") è un videogioco stealth/azione pubblicato da Bandai e basato sulle serie anime di Lupin III.

## Trama
Lupin ha intenzione di rubare un paio di antiche caraffe, quella dell'onore e quella della vittoria, sulle quali si suppone sia ritratta la mappa per ritrovare il leggendario tesoro del re Randolph II. Il misterioso Theodore Hannewald sta pianificando di esibire le due caraffe in un'esposizione tenuta presso il suo sontuoso castello a Goldengasse (città europea immaginaria ispirata a Praga), ma sembra avere un piano segreto in mente. In ogni caso, Hannewald per evitare che le preziose caraffe possano essere trafugate ha assunto l'ispettore Zenigata a capo della sicurezza. Anche la giovane Theresa Faust, proprietaria delle caraffe, divenuta inconsapevolmente amica di Lupin, sembra essere scossa da qualcosa.

## Personaggi
Per la maggior parte del gioco, il giocatore controlla il personaggio di Lupin. In altri due livelli, al giocatore è data la possibilità di scegliere di controllare anche Jigen o Goemon. All'interno di questi livelli i percorsi ed i risultati possono essere leggermente differenti a seconda del personaggio scelto. In un livello il giocatore dovrà affrontare un mini gioco sparatutto in cui controllerà una versione super deformed di Fujiko.
Le cartucce che si raccolgono durante il gioco riportano la scritta Shot Shell, organizzazione criminale presente nel lungometraggio Lupin III - Viaggio nel pericolo.

## Personaggi e doppiatori
| Personaggio        | Doppiatore originale | Doppiatore italiano |
| ------------------ | -------------------- | ------------------- |
| Arsenio Lupin III  | Kanichi Kurita       | Roberto Del Giudice |
| Daisuke Jigen      | Kiyoshi Kobayashi    | Sandro Pellegrini   |
| Goemon Ishikawa    | Makio Inoue          | Massimo Rossi       |
| Fujiko Mine        | Eiko Masuyama        | Piera Vidale        |
| Koichi Zenigata    | Gorō Naya            | Enzo Consoli        |
| Theresa Faust      | Masayo Kurata        | Elisabetta Spinelli |
| Theodore Hannewald | Naoki Bando          | Ciro Imparato       |
| Capo isp. Rang     | Yū Shimaka           | Riccardo Rovatti    |